# Подурі (Алба)
Подурі (рум. Poduri) — село у повіті Алба в Румунії. Адміністративно підпорядковане місту Кимпень.
Село розташоване на відстані 319 км на північний захід від Бухареста, 50 км на північний захід від Алба-Юлії, 63 км на південний захід від Клуж-Напоки.

## Населення
За даними перепису населення 2002 року у селі проживали 130 осіб, з них 128 осіб (98,5%) румунів. Усі жителі села рідною мовою назвали румунську.